# Clint Williams
Clint Williams (ur. 16 maja 1977) – grenadyjski lekkoatleta, sprinter. 
Podczas igrzysk olimpijskich w Atlancie (1996) biegł w grenadyjskiej sztafecie 4 x 400 metrów, która została zdyskwalifikowana w eliminacjach (Grenadyczyjscy uzyskali czas 3:13,67, a Williamsowi zmierzono na jego zmianie nieoficjalny rezultat 48,15).

## Rekordy życiowe
- Bieg na 400 metrów – 49,61 (1996)